# آوریماس دیدژبالیس

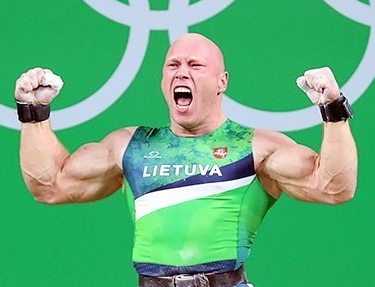
آوریماس دیدژبالیس در المپیک تابستانی ریو ۲۰۱۶

آوریماس دیدژبالیس (انگلیسی: Aurimas Didžbalis؛ زادهٔ ۱۳ ژوئن ۱۹۹۱ - کلایپدا) یک وزنه‌بردار اهل لیتوانی است.
از افتخارات وی می‌توان به کسب مدال برنز وزن ۹۴ کیلوگرم در مسابقات قهرمانی وزنه‌برداری جهان ۲۰۱۴ اشاره کرد.